# Szomorúság (film)
A Szomorúság (egyszerűsített kínai írással: 哭悲, pinjinül Kū Bēi, angolul The Sadness) 2021-ben bemutatott tajvani horrorfilm a kanadai Rob Jabbaz rendezésében, akinek ez volt az első nagyjátékfilm-rendezése. A film főszereplői Berant Zhu, Regina Lei és Tzu-Chiang Wang. A történet egy fiatal párt követ nyomon, akik egy mutálódott vírus kitörése következtében mészárszékké alakuló városban próbálják megtalálni egymást.
A Szomorúság vegyes kritikai fogadtatásban részesült, és széles körben hírhedtté vált mint minden idők egyik legbrutálisabb, legerőszakosabb filmje. Tajvanban 2021. január 22-én mutatták be. Az összes országban a legszigorúbb korhatár-besorolást kapta, Magyarországon X-es, azaz Kizárólag felnőtteknek ajánlott, abszolút tilalommal terhelt (nem játszható televízióban és moziban, kivéve 22:00–05:00 között), így mozis bemutatót nem is kapott, a Scream! horrorszolgáltató jóvoltából jelent meg szinkronosan 2023. október 26-án.

## Történet
Tajvan városában egy újfajta vírustól félnek a kutatók, az emberek és a politikusok azonban nem veszik komolyan, egészen addig, amíg a vírus mutálódni nem kezd.
Egy fiatal pár munkába indul otthonról egy látszólag átlagos reggelen, azonban a városban hamarosan kitör a káosz, ahogy furcsa tünetektől szenvedő emberek egyre nagyobb számban kezdenek el válogatás nélkül gátlástalan és brutális gaztetteket végrehajtani, melyek közt megtalálható a gyilkosság, a nemi erőszak, a kínzás és a csonkolás, mindezt a lehető legvéresebb, legkegyetlenebb módokon. A két fiatal megpróbál túlélni és megtalálni egymást még egy lehetséges evakuálás előtt.

## Szereplők
| Szerep        | Színész         | Magyar hang     |
| ------------- | --------------- | --------------- |
| Jim           | Berant Zhu      | Baráth István   |
| Kat           | Regina Lei      | Czető-Fritz Éva |
| Üzletember    | Tzu-Chiang Wang | Papucsek Vilmos |
| Dr. Alan Wong | Wei-Hua Lan     | Sörös Miklós    |
| Molly         | Ying-Ru Chen    | Gulás Fanni     |

### Magyar változat
- Felolvasó: Korbuly Péter
- Magyar szöveg: Szalai Eszter
- Hangmérnök és vágó: Csaba Tamás
- Gyártásvezető: Nagy Anna
- Szinkronrendező: Csorba Éva
- Produkciós vezető: Csaba László

A szinkront a Syncton Stúdió készítette el.

## Kritikák
A film vegyes kritikai fogadtatásban részesült. A legtöbb kritikus dicsérte a maszkmesterek, sminkesek és díszlettervezők, valamiért a különleges effektekért felelős stáb munkáját, azonban számos kritika érte a lapos forgatókönyvet, a sokszor értelmetlenül és gyomorforgatóan brutális jelenetek sokaságát, az aberrált szexuális jeleneteket, valamint a színészi játékot is vegyes fogadtatásban részesítették.